# Garcia d'Ávila
Garcia d'Ávila, o Velho (São Pedro de Rates, 1528 – Salvador, 20 de maio de 1609), foi um administrador colonial português , fundador do que se tornaria o maior latifúndio do mundo, sediado na Casa da Torre, Praia do Forte. Seu latifúndio atingiu um total de 800 mil quilômetros quadrados de área, em sua maior parte não cultivados. As gerações do Morgado da Torre participaram do processo de povoamento do semiárido brasileiro.

## Biografia
Serviu na Índia e chegou à Bahia em 29 de março de 1549 com Tomé de Sousa (de quem segundo algumas fontes seria filho ilegítimo), primeiro governador geral do Brasil, sendo nomeado, no dia 1 de junho, "feitor e almoxarife da Cidade do Salvador e da Alfândega". Era um cargo sem ordenado, arriscando-se a viver dos azares do negócio, tendo apenas "os prós e percalços que lhes diretamente pertencerem". Como os soldos e serviços eram pagos geralmente em mercadorias e muito raramente em dinheiro, Garcia D'Ávila recebeu, em 15 de junho, seu primeiro pagamento - duas vacas, por 4$ -, assim começando sua longa jornada de sucesso. Trabalhou com esforço austero e inexcedível energia durante a construção de Salvador e instalou-se inicialmente em Itapagipe, depois em Itapuã, vindo a se tornar um dos primeiros bandeirantes do Norte.
Garcia d'Ávila nunca se identificou como filho de Tomé de Sousa porque a lei portuguesa proibia que capitães-mores e governadores doassem sesmarias a seus familiares. Sobre Garcia d'Ávila, o padre Manuel da Nóbrega escreveu: "parecendo-me ainda estar Tomé de Sousa nesta terra". Garcia era um nome comum na família de Tomé de Sousa, por sua vez filho de João de Sousa, abade de Rates, e descendente de Martim Afonso Chichorro e do rei Afonso III de Portugal.

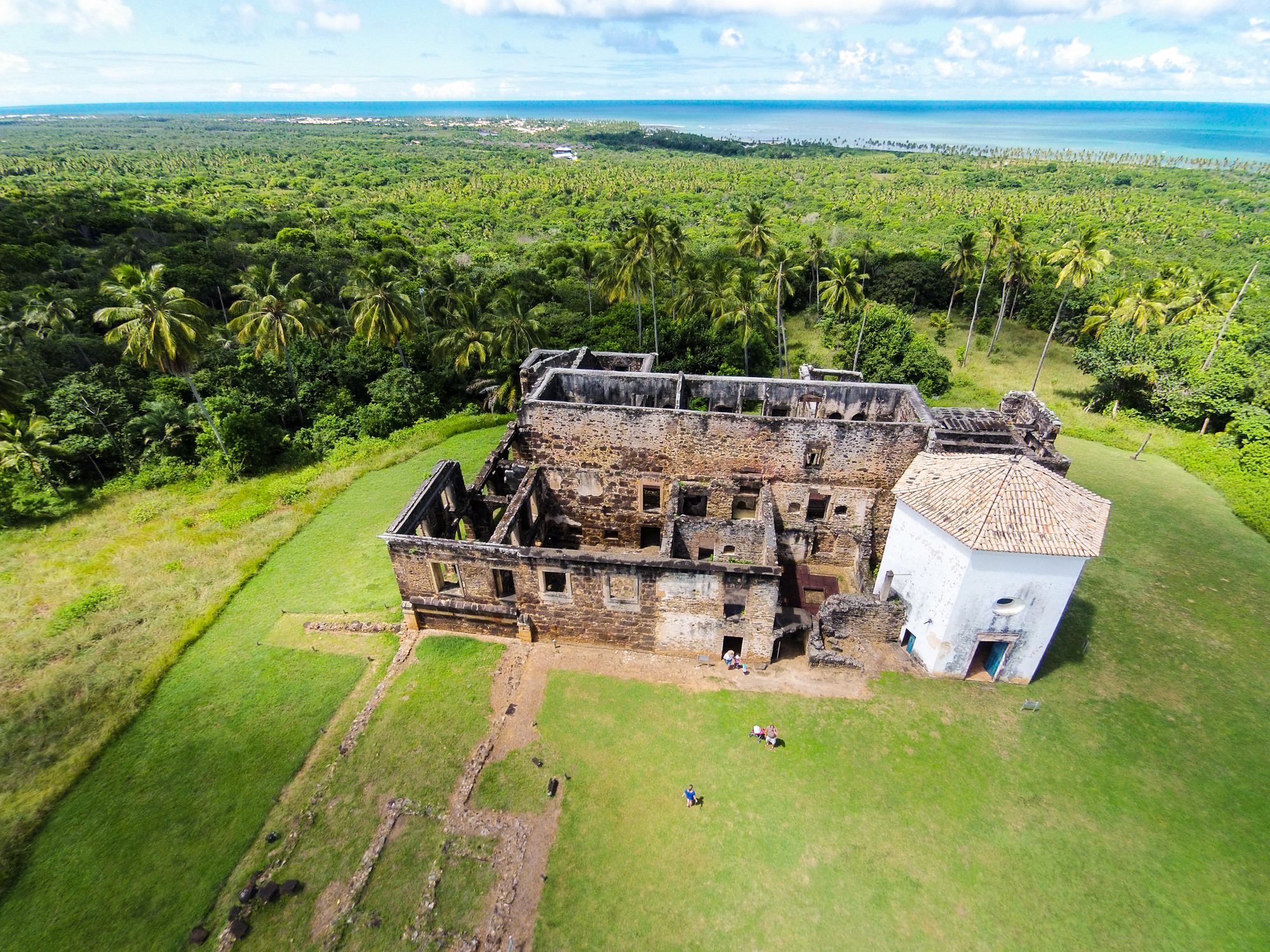
Ruínas do Castelo Garcia D'Ávila, na Praia do Forte.

Tomé de Sousa doou a Garcia d'Ávila catorze léguas de terras de sesmaria que lhe haviam sido outorgadas pelo rei Dom Sebastião. Estas terras iam de Itapuã até o Rio Real e Tatuapara, pequeno porto cinquenta metros sobre o nível do mar. Foi lá que Garcia d’Ávila, após ter vencido as tribos indígenas existentes ao norte de Salvador, ergueu sua Casa da Torre em 1550. Em 1557, já era o homem mais poderoso da Bahia.
Grande desbravador, no final do século XVI sua propriedade já era a maior do Brasil, a se estender do rio Itapicuru no norte ao Rio Jacuípe no Sul. Administrava seu latifúndio da Casa da Torre em Tatuapara, arrendando sítios a terceiros e fazendo uso de procuradores e ameríndios aculturados e libertos.
Foi casado, obrigado por justiça, com Mécia Rodrigues, Cristã Nova, falecida a 11 de Janeiro de 1598, da qual não teve geração. Seu herdeiro foi Francisco Dias d’Ávila Caramuru (Salvador, Bahia, 1590 - Salvador, Bahia, 1645), filho de sua filha Izabel d’Ávila (c. 1554 - Santa Cruz, Santa Cruz, 18 de Outubro de 1593, casada primeira vez com Gil Vicente de Vasconcelos e tida com Francisca Rodrigues (c. 1535 -), uma índia tupinambá) e de seu segundo marido Diogo Dias (Bahia, 1552 - Salvador, Bahia, 10 de Novembro de 1597), filho de Vicente Dias de Beja (Beja, c. 1505 - Bahia, 1570), Moço Fidalgo da Casa do Infante D. Luís de Portugal, Duque de Beja, Fidalgo alentejano, "protegido do Infante D. Luiz" (irmão do rei D. João III de Portugal e figura importante na Corte, Cavaleiro da Ordem dos Cavaleiros de Nosso Senhor Jesus Cristo, que chegou ao Brasil vindo em companhia do donatário da capitania da Bahia Francisco Pereira Coutinho em fins de 1536, e de sua mulher Genebra Álvares Correia (Bahia, c. 1520 -), filha segunda de Diogo Álvares Correia Caramuru e de sua mulher Catarina Álvares Paraguaçu.

## Feitos dos d'Ávilas
Trouxeram para o Brasil o gado nelore; Garcia D'Ávila ergueu a primeira casa fortificada do Brasil e única construção das Américas com características medievais, também referida como Torre Singela de São Pedro, Castelo de Garcia d'Ávila, Torre de Garcia d'Ávila, ou ainda como Forte de Garcia d'Ávila, na atual Praia do Forte a 80 km de Salvador, Bahia, que também foi sua residência e de sua família, além de fazer as vezes de forte. Historicamente, estão entre os primeiros sertanistas do Brasil. A fazenda ia de praia do forte até o Maranhão, perfazendo um total de 800 mil quilômetros quadrados, 1/10 do território brasileiro de hoje, o que equivale às áreas, somadas, de Portugal, Espanha, Holanda, Itália e Suíça, sendo um dos maiores (senão o maior) latifúndios da história.